# Medicina termale
La medicina termale è una disciplina che utilizza i mezzi di cura termali (le acque minerali, i fanghi, le grotte) a scopo terapeutico, preventivo e riabilitativo. È considerata una medicina naturale. Fanghi, immersioni in acque minerali, inalazioni di gas naturali sono solo alcuni dei metodi che si possono utilizzare in una stazione termale per curare le patologie più diverse: broncopneumopatie, malattie cardiovascolari, infezioni varie. Queste terapie devono essere prescritte e somministrate sotto controllo medico e le stazioni termali devono possedere requisiti, regolamenti ed essere gestite con personale equiparabile ad altri centri sanitari. 
Non esiste un momento più indicato di altri per sottoporsi alle cure termali: ogni stagione è adatta, anche se tra maggio e settembre le condizioni climatiche più favorevoli possono favorire il buon esito dei trattamenti.
In Italia le cure termali sono oggetto di prescrizione medica: una all'anno può essere rimborsata dal Servizio Sanitario Nazionale.

## Crenoterapia
La terapia con mezzi termali viene definita anche crenoterapia (dal greco crené, sorgente). Se ne distinguono due tipi: interna ed esterna.
Rientrano nella crenoterapia interna le seguenti modalità di cura: 
- terapia idropinica, ovvero la somministrazione di acqua minerale per bibita;
- irrigazioni, che possono essere vaginali, nasali, orali, intestinali o rettali;
- terapia inalatoria, la classica terapia con aerosol, ma effettuata con acque caldo-umide, minerali, sulfuree;
- insufflazioni, ad esempio quelle timpaniche;
- politzer crenoterapico solfureo (deglutizioni a narici chiuse realizzate con acqua sulfurea).
- cateterismo tubarico, cateterismo in uso in otorinolaringoiatria, per l'insufflazione endotimpanica di acque termali attraverso la tuba di Eustachio

Nella crenoterapia esterna, invece, sono comprese:
- balneoterapia, ovvero, ad esempio, immersioni in acqua, idromassaggio, docce, ginnastica vascolare, iniezioni di acqua minerale;
- antroterapia, ovvero il trattamento termale nelle grotte;
- peloidoterapia (l'utilizzo dei fanghi).

## Altre terapie termali
In alcuni centri termali viene praticata anche la talassoterapia, un metodo che sfrutta l'azione complementare di fattori ambientali e climatici, in modo particolare del clima marino, l'elioterapia e fattori crenoterapici, come le sabbiature o la balneoterapia con acqua di mare.
Il termine idroterapia qualifica, in modo più specifico, le cure che sfruttano le proprietà fisiche dell'acqua, sia essa di fonte che minerale. Esistono poi la “fisioterapia termale” e la “crenofisioterapia”: il primo termine indica tutte le terapie riabilitative, termali e non, che possono essere associate alla crenoterapia (ad esempio il massaggio dopo i fanghi), il secondo comprende tutte quelle metodiche nelle quali esiste una strettissima relazione tra il mezzo fisico e quello termale utilizzati in un unico intervento (ad esempio la chinesiterapia effettuata in acqua minerale).

## Le malattie curabili con la medicina termale
La terapia termale è solitamente indicata, in linea generale, per le patologie croniche, cronico-degenerative o recidivanti a carico di vari apparati, in particolare per:
- malattie otorinolaringoiatriche e delle vie respiratorie
- malattie cardiovascolari, soprattutto i postumi di flebopatie di tipo cronico o insufficienze venose
- malattie ginecologiche
- malattie dell'apparato urinario, specialmente la calcolosi delle vie urinarie;
- malattie gastroenteriche, come la dispepsia gastroenterica o biliare e la sindrome dell'intestino irritabile con stipsi.
- malattie reumatiche quali l'osteoartrosi o i reumatismi extra-articolari.
- malattie dermatologiche, soprattutto la psoriasi e la dermatite seborroica ricorrente

Esiste ovviamente anche qualche controindicazione alle cure termali. In generale sono sconsigliate in caso di neoplasie maligne.